# 死の家の記録
『死の家の記録』（しのいえのきろく、ロシア語: Записки из Мёртвого дома）は、19世紀ロシア人作家フョードル・ドストエフスキーの長編小説である。

## 概説
ペトラシェフスキー会（en）のメンバーとして逮捕されたドストエフスキーは、シベリア流刑され約4年間オムスク監獄で囚人として過ごした。1860年から1862年にかけ発表され、実質上「死の家の記録」は、ドストエフスキー自身の獄中記録とも言える。1度検閲により発表が禁止されたことから、アレクサンドルという架空人物を設定しているが、その設定も物語途中に崩れている。
トルストイは、後期長編『復活』を書くにあたってこの作品を読み直したと書き残しており、ドストエフスキーとは良い関係とは言えなかったツルゲーネフも本作品については賛辞を惜しまなかった。ドストエフスキーが獄中で寝起きを共にし、間近に接したロシア民衆の多様な人間像は、その後のドストエフスキー作品に多大な影響を及ぼし、その登場人物に深みを与えることとなった。『カラマーゾフの兄弟』の主人公のモデルとおぼしき若者も、本作品中に登場する。

## あらすじ
語り手アレクサンドル・ペトローヴィッチ・ゴリャンチコフは妻殺しの罪で10年間の追放と強制労働との判決を受ける。彼は貴族地主出身であったことから、他囚人たち（多くが、地主に搾取される農民出身）から悪意・憎しみを大いに買い、当初は監獄生活に苦しむ。しかし次第に収容所生活や受刑仲間に対する自身の嫌悪感を克服して、それまでの信念を再構築してゆく。

## 主な日本語訳
- 『死の家の記録』 工藤精一郎訳、新潮文庫、改版2004年 - 別版「全集5」新潮社
- 『死の家の記録』 望月哲男訳、光文社古典新訳文庫、2013年
- 『ドストエーフスキイ全集4　死の家の記録』 米川正夫訳、河出書房新社

※以上は電子書籍（米川訳はグーテンベルク21）で再刊
- 『ドストエフスキー全集4』 小沼文彦訳、筑摩書房

## オペラ
- レオシュ・ヤナーチェックのオペラ『死者の家から』はこの小説が原作。